# Adamo canta en francés e italiano
Adamo Canta en Francés e Italiano es el cuarto álbum de Salvatore Adamo. Sirvió para la masificación de las canciones en francés e italiano (como dice su título). Se trataba de una compilación de éxitos poco conocidos hasta ese momento en Chile, por esto no tuvo más fama que la compilación de éxitos en español. De todas formas las canciones de este álbum fueron conocidas más adelante.

## Lista de canciones

### Lado A
1. "On Se Bat Toujours Quelque Part" ("Se Combate en Cualquier Lugar")
2. "Dans Ma Hotte" ("En Mi Canasta")
3. "Notre Roman" ("Nuestra Novela")
4. "Vivre" ("Vivir")
5. "Une Larme Aux Nuages" ("Una Lágrima en las Nubes")
6. "Dis, Ma Muse" ("Dime, Musa")

### Lado B
1. "Inch'allah"
2. "Sei Qui Con Me" ("Sigue Conmigo")
3. "Insieme" ("Muy Juntos")
4. "Io T'amavo" ("Yo Te Amé")
5. "Marcia Anche Tu" (Camina También Tú")
6. "Gridare Il Tuo Nome" ("Quiero Gritar tu Nombre")

- Datos: Q5657392